# Řád José Martího
Řád José Martího (španělsky: Orden José Martí) je třetí nejvyšší kubánské státní vyznamenání. Založen byl v roce 1972. Pojmenován je na počest kubánského národního hrdiny José Martího. Vzhled řádu je dílem kubánského sochaře José Delarry. Udílen je v jediné třídě občanům Kuby i cizím státním příslušníkům za zásluhy o mír či zásluhy v kulturní, vědecké, sportovní nebo umělecké oblasti.

## Historie
Řád byl založen dne 2. prosince 1972 zákonem č. 1239. Jeho status byl upraven vyhláškou Státní rady Kubánské republiky č. 30 O řádech, vyznamenáních a odznacích ze dne 10. prosince 1979.

## Pravidla udílení
Řád je udílen občanům Kuby i cizím státním příslušníkům za mimořádné zásluhy ve školství, kultuře, vědě a sportu, jakož i za mimořádné zásluhy a vynikající postoje v tvůrčí práci. Může být udělen i posmrtně. Do roku 1979 byl řád udílen zahraničním hlavám států a vlád a vůdcům politických stran za boj proti imperialismu, kolonialismu a neokolonialismu a těm ve spojení s Revoluční socialistickou Kubou.

## Insignie

### Do roku 1979
Řádový odznak měl tvar zlatého kotouče o průměru 40 mm a tloušťce 3 mm s reliéfním vyobrazením José Martího v pravé části a s půlkruhovým nápisem ORDEN NACIONAL JOSÉ MARTÍ v levé části.
Stuh sestávala z červeného pruhu, širšího bílého pruhu a modrého pruhu. Bílým proužkem procházel úzký proužek modré (na straně širokého červeného pruhu) a červené (na straně širokého modrého pruhu) barvy.

### Od roku 1979
Řádový odznak má tvar disku, který je tvořen paprsky vycházejícími ze středu odznaku. Na disku je umístěna pěticípá hvězda s cípy spojenými vavřínovými listy. Uprostřed hvězdy je zlatý kulatý medailon s reliéfním vyobrazením José Martího. Medailon je ohraničen bíle smaltovaným kruhem se zlatým nápisem JOSÉ MARTÍ • 1853 – 1895. Na zadní nesmaltované straně je vyrytý státní znak Kuby, který je obklopen nápisem REPUBLICA DE CUBA • CONSEJO DE ESTADO. Odznak je na stuze zavěšen na kroužku procházejícím horním cípem hvězdy.
Stuha je bílá s červeným, bílým a modrým pruhem na pravém okraji.